# Mandrofify
Mandrofify is een plaats en commune in het zuiden van Madagaskar, behorend tot het district Toliara II, dat gelegen is in de regio Atsimo-Andrefana. Tijdens een volkstelling in 2001 telde de plaats 8.000 inwoners.
De plaats biedt enkel lager onderwijs aan. 80 % van de bevolking werkt als landbouwer, 15 % houdt zich bezig met veeteelt en 3 % verdient zijn brood als visser. De belangrijkste landbouwproducten zijn zoete aardappelen en tomaten; andere belangrijke producten zijn mais en cowpeas. Verder is 3 % actief in de dienstensector.